# 莫戈恰
莫戈恰（俄语：Мого́ча）是俄罗斯外贝加尔边疆区的一座城市。位于莫戈恰河和阿马扎尔河的汇流处。赤塔东北709公里。是莫戈恰區的行政中心。人口12,400人（2005年估计）；13,282（2002年人口普查）；17,847人（1989年人口普查）。 